# Подольско-Вигуровская линия
Подо́льско-Вигу́ровская линия (Четвёртая линия метро или линия , укр. Поді́льсько-Вигу́рівська лінія) — четвёртая, проектируемая линия Киевского метрополитена. Первая очередь — 6 станций, из них 2 — пересадочные, протяжённость — 7,03 км.

## История
О строительстве линии впервые задумались в середине 1970-х годов, во время бурного роста жилищного строительства на Воскресенке и проектирования таких массивов как Радужный и Вигуровщина-Троещина. На схемах 1980-х линия пересекает город от Жулян на юго-западе до Лесного массива (станция «Проспект Ворошилова») на северо-востоке через Соломенку, площади Победы и Львовскую, Подол, далее по проектировавшемуся в 1970-е мосту (ныне — Подольский мостовой переход) через Днепр в сторону жилого массива на месте Русановских садов. В отличие от современного проекта, пересадка на Оболонско-Теремковскую линию была запланирована на станции «Контрактовая площадь», а на Сырецко-Печерскую линию — на станции «Львовская брама». Позднее станцию на Лесном массиве отменили и в настоящее время проект линии ограничивается участком от электродепо «Гатное» около будущего жилого массива на месте села Гатное до станции «Братиславская» на Братиславской улице.

## Альтернатива
Долгие годы обсуждались возможные варианты линии Киевского метрополитена в сторону жилого массива Троещина, однако они не были реализованы. Была построена линия скоростного трамвая на проспекте Ватутина, которую придётся переделывать для «тяжёлого» метро.
Однако линия неоднократно критиковалась общественностью за неудачную трассировку. 
Власти рассматривали два варианта: по линии скоростного трамвая по ул. Бальзака или подземный вариант по проспекту Червоной Калины (в 1,5 раза дороже), при этом около 70 % жителей массива будут в пешеходной доступности от станций метро, а линия скоростного трамвая будет возобновлена и станет возить пассажиров к станции городской электрички. Затянувшееся строительство Подольского мостового перехода так же тормозит сроки начала строительства линии метрополитена. На этом фоне замаячил альтернативный вариант ответвления городской электрички.

## Планы строительства (по состоянию на 2025 год)
- Первая очередь: участок от станции «Глубочицкая» до станции «Радужная» с вилочным разветвлением на станцию «Проспект Ватутина» Левобережной линии, примерно 2027-2030 годы
- Вторая очередь: участок от станции «Глубочицкая» до станции «Вокзальная», около 2030-2035 годов,
- В перспективе (третья очередь): участок от станции «Вокзальная» до станции «Чоколовская», в дальней песпективе после 2035-40х годов.
- В перспективе (четвёртая очередь): после станции «Радужная»  планируется проложить линию на север с последующими станциями: «Воскресенка», «Троещина», «Деснянский Парк», «Площадь Анкары», «Молодёжный Парк» и «Милославская», в дальней перспективе после 2040х годов.

## Строительство
22 ноября 2017 года городской голова Киева Виталий Кличко подписал соглашение с China Pacific Construction Group о строительстве линии. На тот[какой?] момент планировалось, что строительство начнётся сразу же после достройки Подольского мостового перехода, и первая очередь из 4-х станций (станции «Подольская», «Судостроительная», «Труханов Остров», «Радужная», но без станции «Залив Дёсенка») должна была быть открыта в декабре 2022 года. Стоимость строительства оценивалась в 2 млрд гривен, из них 85 % должны были покрыть китайские инвестиции. 
В 2024 году для движения личного транспорта был открыт Подольский мостовой переход. Сроки начала строительства линии метро многократно переносились и окончательно не определены, на данный момент о окончательных сроках ничего не известно. На данный момент идет сооружение тоннелей метрополитена в направлении станции «Райдужная» на Русановских садах.

## Подвижной состав
Проектом предусматривается, что линия будет обслуживаться 6-вагонными поездами. Поставщик вагонов неизвестен.